# Alberto da Veiga Guignard
Alberto da Veiga Guignard (Nova Friburgo, 23 de fevereiro de 1896 – Belo Horizonte, 26 de junho de 1962) foi um pintor e professor brasileiro que ficou famoso por retratar paisagens mineiras.

## Vida e obra
Descendente de portugueses e franceses, Guignard nasceu com uma abertura total entre a boca, o nariz e o palato (lábio leporino), causando horror e compaixão aos seus pais. Ficou órfão de pai ainda menino e a mãe se casou em seguida com um barão alemão arruinado, bem mais jovem que ela, com quem se mudou para a Alemanha.
A formação de Guignard foi alicerçada em bases europeias pois lá viveu dos onze aos 33 anos. Frequentou as academias de Belas Artes de Munique, onde estudou com Herman Groeber e Adolf Engeler, e a de Florença.
De volta ao Brasil, nos anos 1920, tornou-se um nome representativo dessa década e da seguinte, juntamente com Cândido Portinari, Ismael Nery e Cícero Dias. De 1931 a 1943, dedica-se ao ensino de desenho e gravura na Fundação Osório, no Rio de Janeiro. Entre 1940 e 1942, vive num hotel em Itatiaia, pinta a paisagem local e decora peças e cômodos do hotel.
Ainda jovem, orientou um grupo de artistas - o chamado Grupo Guignard - do qual participavam Iberê Camargo, Vera Mindlin e Alcides da Rocha Miranda. Nessa época (1944), a convite de Juscelino Kubitschek, então prefeito de Belo Horizonte,  instalou um curso de desenho e pintura no recém-criado Instituto de Belas Artes. A partir daí, apaixonou-se pela cidade e mudou-se para lá.
Em 1961 Guignard recebe um pedido de Juscelino Kubitschek, presidente do Brasil à época, e executa a sua única e famosa obra pertencente ao gênero histórico, intitulada "A Execução de Tiradentes". Contudo, pelo fato de amar muito a cidade de Ouro Preto ou por desconhecimento mesmo, o artista situa a execução do herói na cidade mineira, quando, na verdade, ela ocorreu na cidade do Rio de Janeiro. A pintura é descrita com a figura de Tiradentes, com sua cabeleira negra a cair-lhe pelos ombros e costas e barba longa, estando envolta por uma túnica azul. Já se encontra no patíbulo, tendo à sua frente o carrasco e à direita um padre. Muitos soldados armados, vestidos com uniforme vermelho e branco, acompanham a cena, assim como inúmeras pessoas espalhadas em volta do local e pelas estradas e morros adjacentes, que se manifestam levantando as mãos. É grande o número de indivíduos negros, muitos deles contidos por dois soldados, para não entrarem no local. Ao fundo descortina-se a cidade com seus morros, casarios e igrejas. Um céu carregado por nuvens densas é coroado por um sol de sangue, que divide a tela exatamente ao meio, assim como o faz a figura do mártir. Atualmente a pintura pertence à Coleção Sergio Fadel, que foi um dos maiores colecionadores de arte brasileira.
Até a sua morte, Guignard expôs inúmeras vezes no Brasil. Em 1953, foi-lhe dedicada uma retrospectiva no Museu de Arte Moderna do Rio de Janeiro e, em 1992, no Museu Lasar Segall.

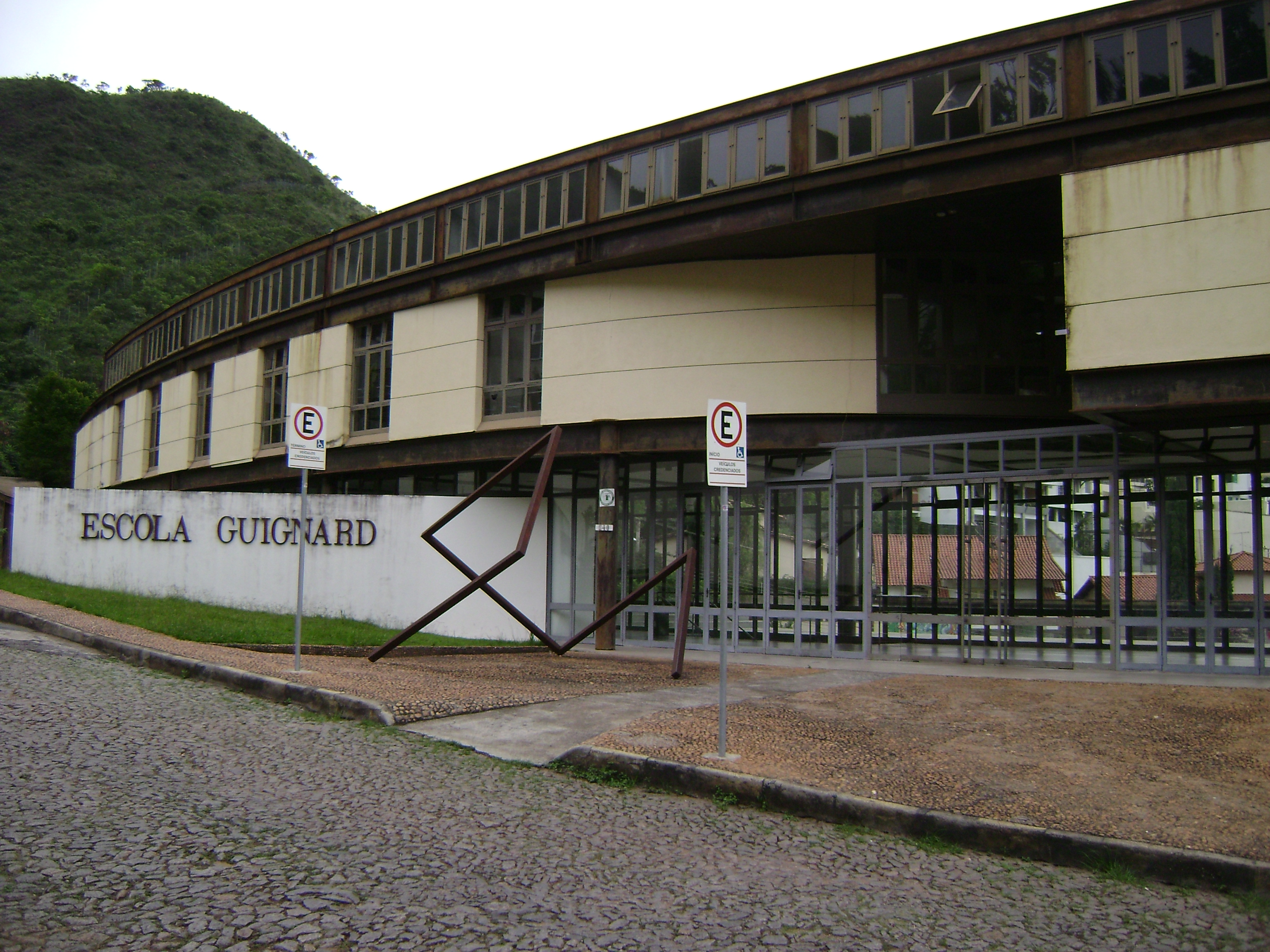
Hoje, a Escola Guignard (em Belo Horizonte) leva o seu nome em sua homenagem

O Museu Nacional de Belas Artes do Rio de Janeiro, sob a curadoria do marchand Jean Boghici, amigo pessoal de Guignard, realizou uma retrospectiva, com ares de megaexposição internacional, em abril de 2000.
Foi um artista completo, atuando todos os gêneros da pintura - de naturezas mortas, paisagens, retratos até pinturas com temática religiosa e política, além de temas alegóricos.
Guignard amava, mesmo, as montanhas de Minas Gerais, seu céu e suas cores, as manchas nos muros e o seu povo. Colaborou para a formação de artistas que romperam com a linguagem acadêmica e ajudou a consolidar o modernismo nas artes plásticas em Minas. O período vivido em Minas está representado também no Museu Casa Guignard.
Seu corpo repousa na Igreja de São Francisco de Assis, em Ouro Preto, onde viveu até 1962.
Em 2007 a prefeitura da cidade de Nova Friburgo inaugurou um monumento em homenagem a Guignard, nascido na cidade; obra do artista Felga de Moraes; realizado para o projeto do circuito turístico cultural do Grupo de Arte Movimento e Ação (Gama). Localizado no parque Santa Elisa, com uma imensa aquarela estilizada em concreto.

## Venda recorde
A obra Vaso de Flores foi arrematado, em agosto de 2015, por R$ 5,7 milhões, tornando-se até então, a obra de arte mais valiosa de um brasileiro já vendida em um leilão.